# Катастрофа SE-210 под Кальбой
Катастрофа SE-210 под Кальбой — крупная авиационная катастрофа, произошедшая во вторник 14 марта 1972 года. Авиалайнер Sud Aviation SE-210 Caravelle 10B3 авиакомпании Sterling Airways выполнял рейс NB 296 по маршруту Коломбо—Бомбей—Дубай—Анкара—Копенгаген, но при заходе на посадку в Дубае врезался в гору в районе Кальбы. Погибли все находившиеся на его борту 112 человек — 106 пассажиров и 6 членов экипажа.
Катастрофа рейса 296 стала крупнейшей в истории ОАЭ и в истории самолёта Sud Aviation SE-210 Caravelle.

## Самолёт
Sud Aviation SE-210 Caravelle 10B3 (серийный номер 267) был выпущен в мае 1970 года и 10 мая совершил свой первый полёт. 19 мая того же года он был передан авиакомпании Sterling Airways и 22 мая получил сертификат лётной годности и бортовой номер OY-STL. Лайнер был предназначен для дальних полётов и оборудован центральными топливными баками. Оснащён двумя турбореактивными двигателями Pratt & Whitney JT8D-9. Пассажировместимость салона составляла 109 мест, максимальное общее число людей на борту — 116. На день катастрофы совершил 2373 цикла «взлёт-посадка» и налетал 6674 часа 50 минут. Последний капитальный ремонт самолёта был проведён 8 февраля 1972 года, когда его налёт составлял 6270 часов 39 минут. Последняя проверка Y-l (каждые 12—15 месяцев) была выполнена по договору авиакомпанией Finnair 5 июня 1971 года. Последние техосмотры A и B проводились за день до катастрофы (13 марта 1972 года) перед вылетом из Копенгагена. Последний техосмотр B проводился в Бомбее перед вылетом в Дубай.

## Экипаж и пассажиры
Самолётом управлял опытный экипаж, его состав был таким:
- Командир воздушного судна (КВС) — 35-летний Уле Йоргенсен (дат. Ole Jørgensen). Родился 9 апреля 1936 года. В авиакомпании Sterling Airways проработал 6 лет и 1 месяц (с февраля 1966 года). Управлял самолётами Cessna 402 и Douglas DC-6. В должности командира SE-210 Caravelle — с 20 мая 1971 года (до этого управлял им в качестве второго пилота). Налетал свыше 6600 часов.
- Второй пилот — 30-летний Йорген Петерсен (дат. Jørgen Petersen). Родился 26 мая 1941 года. В авиакомпании Sterling Airways проработал 1 год и 11 месяцев (с 15 апреля 1970 года). В должности второго пилота SE-210 Caravelle — с 1 мая 1971 года. Налетал 3785 часов, свыше 1400 из них на SE-210 Caravelle.

В салоне самолёта работали три стюардессы:
- Лоне Бернт (дат. Lone Bernth), 22 года. Родилась 15 марта 1949 года. В Sterling Airways с 1 мая 1970 года.
- Карин С. Трольструп (дат. Karin S. Troelstrup), 23 года. Родилась 13 августа 1948 года. В Sterling Airways с 1 мая 1970 года.
- Эдит Дж. Вельк (дат. Edith J. Wøhlk), 24 года. Родилась 25 апреля 1947 года. В Sterling Airways с 15 мая 1971 года.

Также в состав экипажа входил 28-летний авиамеханик Поул Э. Йохансен (дат. Poul E. Johansen). 
| Гражданство | Пассажиры | Экипаж | Всего |
| ----------- | --------- | ------ | ----- |
| Дания       | 68        | 6      | 74    |
| Норвегия    | 12        | 0      | 12    |
| Финляндия   | 4         | 0      | 4     |
| ФРГ         | 2         | 0      | 2     |
| Швеция      | 20        | 0      | 20    |
| Итого       | 106       | 6      | 112   |

## Хронология событий

### Предшествующие обстоятельства
SE-210 Caravelle 10B3 борт OY-STL выполнял пассажирский рейс NB 296 из Коломбо (Цейлон) в Копенгаген (Дания) с промежуточными посадками в Бомбее (Индия), Дубае (ОАЭ) и Анкаре (Турция) для дозаправок. В 11:50 с 6 членами экипажа и 106 пассажирами на борту рейс 296 вылетел из Коломбо и в 14:15 приземлился в Бомбее. В течение часовой стоянки самолёт был заправлен, а экипаж получил необходимую информацию о погоде и выполнил обычные плановые задачи. В 15:20 авиалайнер вылетел из Бомбея и взял курс на Дубай.
Согласно плану полёта, из Бомбея в Дубай рейс NB 296 должен был следовать по воздушному коридору R19 на эшелоне FL310 (9450 метров). Протяжённость маршрута составляла 1935 километров и почти на всём протяжении он проходил над Аравийским морем, при этом на маршруте имелись 5 контрольных точек для докладов об их прохождении (Salmon, Seahorse, Blue Whale, Dolphin и Spearfish), расположенных соответственно в 185, 541, 983, 1308 и 1582 километрах от Бомбея.
В 15:40, на 4 минуты раньше расчётного, экипаж рейса 296 доложил авиадиспетчеру Бомбей-подход о прохождении первой контрольной точки (Salmon) и что они проходят эшелон FL250 (7600 метров), поднимаясь до эшелона FL310; в 15:49 с самолёта на частоте 126,7 Мгц в диспетчерский центр в Бомбее было доложено о занятии эшелона FL310. В 16:14 на высокочастотном диапазоне 3446 в Бомбей было доложено о прохождении точки Seahorse — на минуту позже рассчитываемого при проходе первой точки, но на 3 минуты ранее расчётного при вылете из Бомбея. В 16:52 экипаж от авиадиспетчера в Бомбее получил указание переключиться на диапазон 6624. Запросы рейсу 296, посланные на диапазонах 3446 и 6624, с 16:47 до 17:08 остались без ответа, но по впоследствии найденному на месте катастрофы рабочему плану полёта было установлено, что точка Blue Whale была пройдена в 16:49 — на 3 минуты раньше, чем планировалось в Seahorse и на 6 минут раньше, чем планировалось в Бомбее.
В 17:14 рейс 296 через другой самолёт передал о прохождении точки Dolphin в 17:14 — на минуту раньше, чем планировалось в Blue Whale, и уже на 10 минут раньше, чем планировалось при вылете из Дубая. В 17:25 экипаж связался с башней аэропорта Дубая и получил информацию о погоде в Дубае за 17:00. В 17:42 на частоте 124,9 Мгц рейс 296 вышел на связь с диспетчерским центром в Дубае и доложил о прохождении точки Spearfish в 17:42 на эшелоне FL310, а расчётное время посадки в Дубае — 18:10. В это же время рейс 296 получил указание переходить под управление Дубай-подход. Экипаж получил информацию, что пеленг на них от радиомаяка D0 (VOR Дубай) составляет 084, а снижение с эшелона FL310 начнётся в 17:55. Но уже в 17:49 в 176 километрах от аэропорта с самолёта сообщили, что хотели бы немедленно начать снижение. Тогда им было дано разрешение снижаться до эшелона FL40 (1200 метров). Далее диспетчерский центр спросил у экипажа, хотят ли они следовать по пеленгу 084, на что последовал положительный ответ и тогда диспетчер дал на это разрешение.

### Катастрофа
В регионе в это время наблюдались несколько рассеянные облака, местами шли грозы. По воспоминаниям экипажей других самолётов, небо в основном было пасмурным с образованием больших кучевых облаков над побережьем. Впоследствии экипаж рейса BA833 авиакомпании BOAC (Калькутта—Дубай) указывал, что из-за грозовых очагов побережье плохо просматривалось на метеорологическом радиолокаторе, хотя экипаж рейса SN352 авиакомпании Sabena (Бомбей—Афины), наоборот, заявлял, что небо над Дубаем было ясным.
В 17:50 экипаж рейса BN 296 доложил о снижении с эшелона FL310 до эшелона FL40 и спросил, на какую полосу будет выполняться снижение. Диспетчер ответил, что ветер 045/6 узлов и что посадка может выполняться по выбору на ВПП №30 или 12; экипаж рейса 296 выбрал прямой заход на ВПП №30. В 17:56 с самолёта было доложено о прохождении эшелона FL135 (4100 метров), в ответ на что диспетчер дал указание занимать высоту 609 метров относительно уровня аэропорта Дубай (1016 мПа) с докладом о занимании высоты 609 метров и наблюдении аэропорта. Получение информации было подтверждено.
Для лучшей связи экипаж переключился на резервный радиоприёмник, но так как тот был тихим, то радиопереговоры на речевом самописце записывались либо плохо, либо вообще никак. Примерно в 18:01 рейс 296 связался с диспетчером, но на самописце этот вызов не был записан. По воспоминаниям авиадиспетчера, экипаж спросил, как работает приводная радиостанция аэропорта, на что был дан ответ: Функционирует нормально. Также диспетчер предупредил, что антенна радиостанции ADF была уменьшена в длину из-за уширения взлётной полосы, а потому даёт слабый сигнал, поэтому стоит использовать V0R на 115,7 МГц или радиомаяк ILS на 110,1 МГц.
Сразу после этого на записи самописца зафиксировались попытки сообщения. Диспетчер на это отреагировал в 18:02:04: 296, Дубай, не понял, повторите пожалуйста, а в 18:02:12 он продолжил: 296, Дубай, атмосферное давление 1016,5, но ответы с борта рейса 296 на записи не зафиксировались. В 18:03:15 диспетчер передал: 296, Дубай, следующий доклад о наблюдении аэродрома, но он сам считал, что его сообщение не было услышано на рейсе 296. С 18:03:15 по 18:03:30 с самолёта поступило несколько сообщений о «плавающем» сигнале от VOR, на что диспетчер передал: 296, Дубай, сигнал от VOR ненадёжен, выберите ILS на частоте 110,1, магнитный курс 300°, это выровняет вас к полосе. Передача была закончена в 18:03:42.
По воспоминаниям местных жителей, в это время шёл ливневый дождь. Один из жителей Кальбы вместе с друзьями рыл канаву вокруг хижины для отвода дождевой воды, когда в 22 часа местного времени над городом на небольшой высоте пролетел самолёт; он летел настолько низко, что хорошо были видны его навигационные огни. Направляясь на запад, авиалайнер в 8-11 километрах от них врезался в один холм, а затем в другой, после чего возник огонь, зарево которого отражалось от облаков. Вместе с друзьями очевидец сел в автомобиль «Land Rover» и попытался добраться к месту катастрофы, но автомобиль застрял в грязи. Жители находившегося рядом поселения Аль-Хайль, услышав взрыв, решили, что это был раскат грома.
С приборной скоростью 296 км/ч следующий по курсу 285° авиалайнер снижался с вертикальной скоростью около 243 м/мин (4 м/с) и уже снизился до 427 метров, когда прямо по курсу экипаж увидел горы. Режим двигателей был увеличен, а лайнер был переведён в набор высоты с вертикальной скоростью 182-213 м/мин (3-3,6 м/с), но через 10 секунд в 18:04 на высоте 488 метров над уровнем моря в 80,4 километрах от аэропорта Дубая и в 16 километрах севернее продолжения продольной оси ВПП №30 на скорости 351 км/ч рейс NB 296 зацепил левым крылом гору, в результате чего крыло оторвалось. Пролетев ещё 250 метров, лайнер врезался в другую гору и полностью разрушился, после чего его обломки скатились вниз по склону.
В 18:10 авиадиспетчеры в Дубае сообщили своим коллегам в Бахрейне о пропаже связи с рейсом NB 296. Все попытки связаться с самолётом были безуспешны, поэтому в 18:40 была объявлена тревога и начались его поиски. Утром 15 марта в горах Шарджа в 93 километрах от аэропорта Дубая и в 20 километрах западнее Кальбы в точке 25°04′06″ с. ш. 56°13′48″ в. д. были обнаружены обломки авиалайнера. Осмотр места падения показал, что все 112 человек на борту самолёта погибли. На 2019 год это крупнейшая авиакатастрофа в Объединённых Арабских Эмиратах и с участием самолёта Sud Aviation SE-210 Caravelle.

## Расследование
Согласно окончательному отчёту расследования, вероятной причиной катастрофы стало преждевременное снижение самолёта ниже безопасной высоты вследствие ошибки пилотов, вызванной использованием устаревшего плана полёта или неправильного толкования показаний метеорологических радиолокаторов, либо сочетания этих причин. В таких условиях увиденные пилотами города Кальба, Эль-Фуджайра и Гурайфах могли быть приняты ими за Дубай, что способствовало укреплению их ошибочного мнения о местонахождении самолёта.

### Комментарии
1. ↑  Здесь и далее указано Всемирное координированное время — UTC